# Schaakstukkenmuseum
Het Schaakstukkenmuseum is een Nederlands museum in het centrum van de Zuid-Hollandse stad Rotterdam, waar het is gevestigd in het Blaakse Bos, in een van Piet Bloms kubuswoningen. Het museum is een van de kleinste musea in Rotterdam, en toont een keur aan schaakstukken uit de hele wereld en uit verschillende perioden in de geschiedenis.

## Geschiedenis
Psychiater Ridder Dijkshoorn kocht schaakspellen op zijn buitenlandse reizen, op rommelmarkten en in kringloopwinkels. Hij opende in 2006 het Schaakstukkenmuseum waar zijn collectie, aangevuld met de collectie van M.J. Glotzbach, te zien was. De collectie is sindsdien middels donaties langzaamaan gegroeid.
In 2017 werd aan de collectie van het Schaakstukkenmuseum de collectie van familie Rademaker toegevoegd en was het aantal verschillende sets schaakstukken die in de collectie te vinden waren uitgegroeid tot ruim 700 exemplaren. Een jaar later kon het museum bogen op collecties van vier verschillende verzamelaars.

## Collectie
Het museum bevat een permanente en een wisseltentoonstelling en toont een brede collectie van antieke en moderne schaakspellen met figuren die variëren van populaire filmkarakters, stripfiguren, folklore tot abstracte kunstwerken.
Enkele bijzondere schaakspellen die in het museum te zien zijn;
- Een schaakspel met stukken die van wasknijpers gemaakt zijn, vervaardigd op een onderduikadres tijdens de Tweede Wereldoorlog.[3]
- Een schaakspel waarvan de stukken worden verbeeld door Galliërs die onder leiding van Asterix en Obelix tegen de Romeinen en Cleopatra strijden, waarbij in plaats van torens menhirs en zuilen gebruikt worden.[4]
- Het spel der religies, een bronzen schaakspel met aan de ene kant islamitische en aan de andere kant christelijke figuren.[5]
- Een ivoren schaakspel, halverwege de negentiende eeuw vervaardigd in het Indiase Visakhapatnam. [6]

## Ontwerpwedstrijd
Het museum organiseert jaarlijks een ontwerpwedstrijd. Hieruit zijn bekende schaakspellen voortgekomen, zoals het Rotterdam Schaakspel, een designer-schaakspel van Rotterdamse gebouwen door Harry Hoek en het Spel der religies door kunstenares Alie Kalverda.
| Jaar | Naam schaakspel          | Vervaardiger                                     |
| ---- | ------------------------ | ------------------------------------------------ |
| 2006 | Kartonnage               | Herbert Schouten                                 |
| 2007 | Its all in the game      | Duncan Allen                                     |
| 2012 | Wekkeronderdelen         | Reinie Lap                                       |
| 2013 | Gezond vs ongezond       | Wissal Chiguer, Dewi Sterk, Lizelot van den Berg |
| 2015 | IJssculpturen            | Ivanka Kovacs                                    |
| 2016 | Puzzel                   | Yanna Pelser                                     |
| 2017 | Strandwacht              | Yanna Pelser                                     |
| 2018 | STIJLvol                 | Jan de Visser                                    |
| 2019 | Zebra's tegen Giraffen   | Tigone van Overbeek                              |
| 2020 | geannuleerd wegen Corona | geannuleerd wegen Corona                         |
| 2021 | Origami-schaakspel       | Daan Matla                                       |
| 2022 | Pinguïns                 | Ivanka Kovacs                                    |
| 2023 | Chessbook                | Yvonne Klap                                      |
| 2024 | Lego-schaakspel          | Giovanna Adams                                   |